# Царьов Андрій Олександрович
Андрій Олександрович Царьов (рос. Андрей Александрович Царёв; 8 січня 1977, м. Казань, СРСР) — російський хокеїст, правий нападник. 
Вихованець хокейної школи СК ім. Урицького. Виступав за: «Ітіль»/«Ак Барс» (Казань), «Нафтовик» (Альметьєвськ), «Нафтохімік» (Нижньокамськ), «Лада» (Тольятті), «Торпедо» (Нижній Новгород), «Казахмис» (Сатпаєв), «Барис» (Астана), «Іжсталь» (Іжевськ), «Аріада-Акпарс» (Волжськ).
Досягнення
- Чемпіон Росії (1998), бронзовий призер (2003).